# Archaeological Society of British Columbia
Die Archaeological Society of British Columbia (ASBC) ist eine kanadische Organisation, die seit 1966 besteht und sich mit der Archäologie British Columbias beschäftigt und somit wesentliche Beiträge zur Geschichte British Columbias leistet. Sie gibt seit 1968 die vierteljährlich erscheinende Fachzeitschrift The Midden heraus, wobei sie vom B.C. Heritage Trust unterstützt wird. Als Mitteilungsblatt erscheint zudem der Newsletter SocNotes. Der Hauptsitz befindet sich in Vancouver, Nebenstellen befinden sich in Victoria, der Hauptstadt der Provinz, und seit 1994 in Nanaimo. Die Gesellschaft hat allein in Vancouver über 300 Mitglieder. Neben der Unterstützung der Forschung und Lehre hat sich die Gesellschaft den Schutz der Artefakte zum Ziel gesetzt. Dazu versucht sie auch, auf die Gesetzgebung Einfluss zu nehmen und in Rechtsstreite um Grundbesitz einzugreifen.
Von September bis Juni werden an jedem ersten oder zweiten Donnerstag öffentliche Vorträge gehalten. Die Jahresversammlungen finden in Victoria im Pacific Forestry Centre statt. Seit Januar 2008 unterhält der Zweig in Victoria einen News-Blog. Präsident in Victoria ist Pete Dady, in Nanaimo Julie Cowie. Der dortige Zweig gibt mit The Digger ein eigenes Mitteilungsblatt heraus.
Nahmen die Mitglieder anfangs noch an Grabungen teil, so konzentriert sich die ASBC heute auf die Identifikation und den Schutz von Fundstätten und Artefakten, sowie auf die Öffentlichkeitsarbeit und den Unterricht.

## Geschichte
Die Archäologie war lange eine von der kanadischen Öffentlichkeit kaum wahrgenommene wissenschaftliche Disziplin, erst recht in der Provinz British Columbia. Die Geschichte der Provinz begann bestenfalls mit der Entdeckung durch die Europäer Ende des 18. Jahrhunderts. Bereits 1967, im Jahr nach der Gründung, unterstützte die Gesellschaft, die ihren Mitgliedern die Teilnahme ermöglichte, eine Grabungskampagne in Marpole (DhRs 1). Diese Stätte war bereits im Vorjahr von Charles E. Borden untersucht worden. 1968 folgte eine Notgrabung in Musqueam (DhRt 4) unter der Leitung von Moira Irvine, von der University of British Columbia. 1969 nahmen Mitglieder an der Ausgrabung der St. Mungo Cannery Site (DgRr 2) teil, unter der Leitung von Gay Calvert vom Vancouver Museum, das zu dieser Zeit noch Centennial Museum hieß. 24 Mitglieder brachten 35 Arbeitstage ein, doch musste die Grabung wegen Geldmangels abgebrochen werden. Mittels C-14-Datierung hatte man festgestellt, dass es sich um Stücke aus der Zeit um 2360 v. Chr. ±110 Jahre handelte, und damit zur seinerzeit ältesten Fundstätte im Fraser-Tal.
Inzwischen hatte sich die ASBC nach eigener Aussage zu einer Art „Wachhund“ entwickelt, die Baumaßnahmen zu stoppen bereit war, um Notgrabungen durchführen zu können. Dies zeigte sich 1969 besonders deutlich, als am English Bluff im Gebiet der Tsawwassen Baumaßnahmen vorgesehen waren. Der Besitzer stoppte das Vorhaben und ließ die ASBC erstmals eine eigene Grabung auf seinem Gelände durchführen (DgRs 11). Dabei wurde sie von Dr. Borden und Moira Irvine unterstützt. Eileen Sutherland ließ sich sogar an der Universität unterrichten, um einen wissenschaftlichen Grabungsbericht schreiben zu können. Dieser Grabung schloss sich 1970 eine Grabung in der Nähe, am Tsawwassen Beach an (DgRs 9). Die Artefakte aus der Marpole-Phase gingen an das Archaeology Laboratory der University of British Columbia. Die ASBC ihrerseits unterstützte universitäre Grabungen, wie 1969/70 an der Liquid Air Site (DhRs 19). Kontakte zur Simon Fraser University führten dazu,  dass Mitglieder mit wachsender Expertise auch deren Grabungen unterstützten, wie an der Crescent Beach site (DgRr 1).
Im September 1970 gefährdeten Straßenbauarbeiten in der Katz Indian Reservation bei Hope das größte bekannte Pit-House-Dorf (DiRi 1) im Tal des Fraser. Gordon Hanson von der University of British Columbia leitete die Grabung, 18 Mitglieder verbrachten das erste Wochenende an der Stelle. 1972/73 nahm die ASBC an der Grabung an der Glenrose Cannery (DgRr 6) teil (Leiter: Tom Loy), Musqueam folgte 1972–74 (Leiter: David Archer), Noons Creek und Crescent Beach (Leiter: Rick Percy, Leonard Ham) folgten 1976–77. Mitglieder aus Abbotsford halfen bei den Grabungen von Pitt Meadows Golf Course, sowie an der Maurer site (DhRk 8) bei Agassiz. Bis 1982 beteiligte sich die ASBC zunächst an keinen weiteren Grabungen mehr.
1982 sollte jedoch eine Brücke Annacis Island mit dem Südufer des Fraser verbinden. Dabei sollte die Südseite ausgerechnet auf der St. Mungo Cannery site entstehen. Das Straßenbauministerium erklärte sich bereit, die Bauarbeiten zu stoppen und sogar, die Grabung zu finanzieren. Nachdem sich auch der B.C. Heritage Conservation Branch und der B.C. Heritage Trust beteiligten, war es die bis dahin bestfinanzierte Grabung. Die Einbindung des sogenannten „Entwicklers“ (developer), wie man in Kanada Bauunternehmen gern nennt, basierte auf einem Gesetz von 1976, das sie zwang, auf Grabungen Rücksicht zu nehmen und diese sogar zu bezahlen.
Dies hatte aber auch eine stärkere Professionalisierung zur Folge, so dass ASBC-Mitglieder ausgeschlossen wurden, auch solche mit Grabungserfahrung. Sie durften nur noch, wie in British Columbia jeder Freiwillige, bei der Untersuchung der Überreste, etwa durch Feinsieben helfen. An der Stätte fand die Öffentlichkeit großes Interesse, und ein Information Centre entstand. Der Heritage Trust betraute die ASBC-Mitglieder mit der Aufgabe der Aufbereitung der Funde und der Öffentlichkeitsarbeit, nachdem die Kampagne im Kern abgeschlossen war. 18.000 Besucher kamen, zahlreiche Schulklassen konnten lernen, wie eine Grabung durchzuführen war.
Erst 1986 ergab sich eine neue Grabungsgelegenheit, als Gary Coupland eine Field School nach Point Grey (DhRt5) brachte. Hier erhielt die ASBC einen eigenen Grabungsabschnitt und die Aufgabe der Öffentlichkeitsarbeit unter Leitung der Archäologin Kitty Bernick. Innerhalb von nur sechs Wochen wurden 1.373 Besucher registriert, während knapp 40 Mitglieder an der Stätte arbeiteten. 1988 ging es erneut nach Tsawwassen, an die Water Hazard Site, DgRs 30. Da es wegen der schnell vergänglichen, organischen Artefakte, insbesondere Überreste von Körben, eilte, wurde die ASBC mit der Grabung betraut, die schneller reagieren konnte als die anthropologischen Abteilungen der Universitäten.
Die Verlagerung des Schwerpunkts der ASBC, wie aller Freiwilligengesellschaften, ist unumkehrbar, denn archäologische Grabungen konnten nicht länger Liebhabern überlassen werden. Dennoch wurden zunehmend Freiwillige in der Öffentlichkeitsarbeit, aber auch bei der Eingabe in Datenbanken oder bei Laborarbeiten eingesetzt. Neben diesen grabungsrelevanten Arbeiten sieht die ASBC ihre Hauptaufgabe in der Öffentlichkeitsarbeit und der Aufbereitung wissenschaftlicher Ergebnisse.